# Zingiber parishii
Zingiber parishii là một loài thực vật có hoa trong họ Gừng. Loài này được Joseph Dalton Hooker miêu tả khoa học đầu tiên năm 1873.
Tên gọi thông thường tại Sakon Nakhon là ขิงภูพาน (khing phu phan), tại Louangphabang là  ີຂງ່ປາ (khing pa, nghĩa là gừng dại).

## Mẫu định danh
Mẫu định danh:
- Z. parishii subsp. parishii (nguyên chủng): cây trồng tại Vườn Thực vật Hoàng gia tại Kew, do giáo sĩ Charles Samuel Pollock Parish (1822-1897)[6][7] thu thập ở tọa độ khoảng 16°29′29″B 97°37′32″Đ / 16,49139°B 97,62556°Đ, Moulmein (nay là Mawlamyine, thủ phủ bang Mon ở đông nam Myanmar) khoảng năm 1861, cây trồng nở hoa năm 1862 và 1872.[8] Holotype là hình vẽ tại tab. 6019 (minh họa trong hộp thông tin bài này).[1]
- Z. parishii subsp. phuphanense: Triboun P. & Kantachote C. 3323; thu thập ngày 11 tháng 6 năm 2002, tọa độ 17°3′42″B 103°58′21″Đ / 17,06167°B 103,9725°Đ, Vườn quốc gia Phu Phan, tỉnh Sakon Nakhon ở đông bắc Thái Lan. Mẫu holotype lưu giữ tại Văn phòng Bảo tồn Các chủng Thực vật ở Băng Cốc (BK), các isotype lưu giữ tại Đại học Aarhus (AAU) và Đại học Khon Kaen (KKU).

## Từ nguyên
Tính từ định danh parishii là để vinh danh Charles Samuel Pollock Parish, người đầu tiên phát hiện ra loài này và gửi thân rễ về cho Joseph Dalton Hooker để trồng tại Kew.

## Phân loại
Baker (1892) và Schumann (1904) xếp Z. parishii trong tổ Lampugium / Lampuzium (= tổ Zingiber).
Năm 2014, Pramote và Kai Larsen mô tả bổ sung phân loài Zingiber parishii subsp. phuphanense từ mẫu thu thập tại Vườn quốc gia Phu Phan, tỉnh Sakon Nakhon ở đông bắc Thái Lan. Phân loài này phổ biến ở Lào.

## Phân bố
Loài này có tại Myanmar, Thái Lan và Lào. Phân bố theo từng phân loài như sau:
- Z. parishii subsp. parishii: Myanmar, Thái Lan.[1][3][8][9][10][13]
- Z. parishii subsp. phuphanense: Myanmar, Thái Lan, Lào.[3][4][11][14] Mọc trong rừng lá sớm rụng hỗn hợp, chân đồi đá vôi, rừng khộp xen tre nứa, các khu vực thưa cây ven bìa rừng, trên đất sét pha đất đá granit, ở cao độ 150–820 m.[3][4][11]

## Mô tả
Rễ mọc thành chùm trên thân rễ bò lan. Gần như hoàn toàn nhẵn nhụi. Thân lá thanh mảnh cao 90 cm, mập cỡ lông thiên nga, gần hình trụ. Bẹ lá thon búp măng, nhẵn nhụi, ngắn, màu xanh lục, các tai tù. Lưỡi bẹ dạng màng, 2 thùy, dài 8 mm. Phiến lá 10-17 × 2,5-3,8 cm, hình elip thuôn dài tới hình mác nhọn, mặt trên xanh lục sẫm, mặt dưới nhạt màu hơn và thưa lông tơ áp ép, đỉnh nhọn hoặc nhọn thon, đáy thuôn tròn và có tai rất ngắn, thu nhỏ thành cuống lá ngắn và hẹp. Cán hoa mập, cao 7,5–10 cm, có bẹ bao; bẹ bao màu xanh lục, thuôn dài, tù, có sọc, có gờ tù. Cành hoa bông thóc 9-15 × 3,5 cm, hình trụ-gần hình chùy rộng đầu. Lá bắc tới 20, thẳng đứng-hở, xếp lợp chặt, hình trứng ngược rộng tới gần hình tròn, 2-2,5 cm, dạng nắp, tù hoặc rộng đầu hoặc cắt cụt hoặc nhọn đột ngột tù, màu xanh lục tới xanh lục ánh vàng; mép rộng, màu đỏ tươi, cuộn trong. Hoa dài 2,5 cm, màu vàng rơm nhạt. Bao hoa ngoài (đài hoa) hình ống, dài 1,8-1,9 cm, tù, 3 thùy ngắn thuôn tròn, khoảng 2 lần ngắn hơn bao hoa trong (tràng hoa). Ống tràng thanh mảnh, màu trắng, dài 3-3,7 cm; các thùy màu trắng, hơi ngắn hơn ống tràng; thùy tràng lưng thẳng-thuôn dài, từ tù tới gần nhọn, cong hình cung, dạng nắp; thùy bên ngoài dài hơn, thẳng-thuôn dài, gần nhọn, uốn ngược; thùy bên trong ngắn hơn, thuôn dài, rộng, tù, thuôn tròn hay cắt cụt ở đỉnh. Cánh môi hình trứng ngược, ~2 cm, tù, màu vàng khảm vuông hình mắt lưới là các gân nhạt màu tía sẫm tới tía nâu; các nhị lép bên thẳng, tù, dài không quá 2 mm. Nhị màu vàng nhạt, dài gần bằng cánh môi, chúi xuống. Bao phấn từ thẳng-thuôn dài tới hình mác; mỏ hình dùi thẳng đứng, nhọn thon, các ngăn dài bằng nhau. Bầu nhụy ngắn. Đầu nhụy 2 thùy nhỏ có lông rung.

### Phân loàiphuphanense
Thân lá cao 0,9-1,1 m với 17-21 lá, 3-5 bẹ lá, các bẹ phía dưới màu đỏ ánh xanh lục sẫm, phiến lá tiêu giảm, các bẹ phía trên màu xah lục và có lông gần lưỡi bẹ. Phiến la thẳng, 20-32 × 1,8-2,6(-3) cm, đỉnh nhọn thon dài, mặt trên nhẵn nhụi, mặt dưới có lông tơ. Cuống lá dài ~5 mm, màu xanh lục sáng. Lưỡi bẹ 2 thùy; các thùy thuôn tròn, ~4 × 5 mm, màu xanh lục sáng, trong mờ, mép đỉnh có lông rung. Cụm hoa 1-2, thẳng đứng, từ gốc chồi lá. Cuống cụm hoa dài 6-9(-15) cm với 4-6(-9) bẹ, đỉnh thuôn tròn. Cành hoa bông thóc hình trứng ngược, 4-9 × 2,5–4 cm, đỉnh tù. Lá bắc hình trứng ngược tới gần tròn, 3,5-4 × 2,9-3,7 cm, đỉnh tù, uốn ngược, chóp có lông rung, màu xanh lục ánh vàng, có lông tơ ở mặt trên, nhẵn nhụi gần đáy, dạng màng dọc theo mép. Lá bắc con 2,8-3,0 × 1,7-1,8 cm, có lông tơ cả hai mặt. Đài hoa dài 1,3-1,5 cm; ống đài ngắn; các thùy 8-9 × 7 mm, đỉnh 3 răng, chóp có lông rung, đáy có lông tơ. Tràng hoa màu kem, dài ~6 cm; ống tràng dài 3,0-3,2 cm; thùy tràng lưng 2,7-3,2 × 1-1,3 cm; các thùy tràng bên 2,5-2,7(–3) × 0,6 cm. Cánh môi màu kem tới vàng nhạt; thùy giữa hình trứng tới thuôn dài, 1,5-1,7 × 1,2-1,5 cm, đỉnh tù, với các mảng màu hay sọc màu từ tía sẫm tới lam ánh tía nhỏ và thưa thớt ở đáy; các thùy bên bằng nhau hoặc hơi không bằng nhau, 7-10 × 6–8 mm. Bao phấn 1,2-1,3 × 0,4 cm; chỉ nhị dài ~5 mm; phần phụ dài ~1,9 cm, màu kem. Bầu nhụy ~5 × 5 mm, có lông nhung. Noãn 18-25 mỗi ngăn. Quả không rõ. Ra hoa tháng 6-9. Hoa nở buổi chiều.
Nó được phân biệt với nguyên chủng ở chỗ cánh môi màu từ kem tới vàng nhạt, chỉ với các mảng màu/sọc màu từ tía sẫm tới lam ánh tía nhỏ và thưa thớt ở đáy so với các đốm lốm đốm phủ khắp mặt cánh môi ở nguyên chủng.

## Sử dụng
Tại Lào, lá non và cụm hoa non được người dân địa phương ưa chuộng vì mùi dễ chịu, và được dùng làm rau. Lá non nấu với măng chua và cá sông Mê Kông. Các cụm hoa non được luộc hoặc rán và ăn với salad thịt băm trộn gia vị. Nó thỉnh thoảng được trồng trong vườn. Thân rễ được sử dụng để chữa bệnh dạ dày.